# Matteo Raeli
Matteo Raeli (Noto, 23 dicembre 1812 – Noto, 26 novembre 1875) è stato un patriota, giurista e politico italiano.
Fu Ministro di Grazia e Giustizia e Culti del Regno d'Italia nel Governo Lanza.

## Biografia
Matteo Raeli nacque a Noto da famiglia agiata, il padre Paolo era membro della Decuria di Noto. Le condizioni economiche della famiglia gli permisero di compiere gli studi, prima a Noto e poi presso la Università degli Studi di Catania, dove si laureò in Giurisprudenza, intraprendendo l'attività di avvocato che esercitò da vero principe del Foro.

Nel 1839 divenne anch'egli, così come il padre, Decurione a Noto, svolgendo in seno alla Decuria un'attività e un ruolo di primo piano. Gli anni del Decurionato furono quelli in cui cominciò a maturare idee liberali ed antiborboniche e a congiurare assieme ad altri borghesi ed aristocratici.

### I moti del 1848-49
Il 3 febbraio del 1848 guidò i liberali netini nella rivolta antiborbonica che infiammò la Sicilia e che portò da lì a poco ma per breve tempo la cacciata dei Borbone. Il comitato rivoluzionario indisse nel marzo del 1848 le elezioni per i deputati alla camera dei Comuni del Parlamento rivoluzionario di Palermo.

A Noto fu eletto insieme al marchese Giuseppe Trigona. Il Parlamento rivoluzionario acclamò presidente Ruggero Settimo, mentre la Camera dei Comuni e quella dei Pari proclamarono la decadenza del Re Borbone Ferdinando II. Nacque così il nuovo Stato di Sicilia di cui Matteo Raeli assunse la carica di Ministro delle Finanze prima, dell'Interno e della Sicurezza poi.

Nel 1849 sotto l'incalzare del generale Filangeri, che entrò a Palermo il 15 maggio, cessò di esistere il giovane Stato Siciliano e i Borboni riacquistando il potere ridiventarono i signori dell'isola. La rappresaglia borbonica si fece sentire sotto forma di condanne a morte ed esili.

### L'esilio
Escluso dall'amnistia per essere stato tra i capi della rivolta, Matteo Raeli scegliendo la via dell'esilio si recò a Malta, assieme a Ruggero Settimo, condividendo le sorti fino alla morte di quest'ultimo.

A Malta fu incaricato dal governo Britannico di redigere un codice di diritto coloniale ma nel frattempo intesseva rapporti con i rifugiati siciliani e del resto d'Italia. Lì strinse amicizia con Nicolò Fabrizi e con lui Raeli si occupò degli aspetti politici e organizzativi, mantenendo i contatti con i Comitati segreti locali del sud est della Sicilia, mobilitando i suoi corrispondenti fin dalla rivolta della Gancia, accreditando Fabrizi tra i liberali moderati, e dando infine il 18 maggio, dopo lo sbarco dei Mille, il segnale della rivolta generale. 
Fabrizi, da parte sua, si occupò invece degli aspetti logistici e militari della loro missione, che sfociò nello sbarco di Pozzallo del 4 giugno e nella formazione dei Cacciatori del Faro. L'esito della loro comune azione fu la liberazione dai Borboni sia del Val di Noto.

### Con Garibaldi in Sicilia
Raeli rientrò a Noto il 13 luglio per dare l'impulso decisivo alla scelta annessionistica della Sicilia al resto dell'Italia con il plebiscito.
Con la cessione dei poteri dittatoriali di Garibaldi Raeli entrò a far parte del Consiglio di Stato, composto da 36 membri, e da li a poco si diede luogo al referendum per l'annessione della Sicilia e nel dicembre 1860 fece parte del Consiglio di Luogotenenza, con l'incarico del dicastero di Grazie e giustizia

Indette le prime elezioni per il primo parlamento nazionale a Torino, il 3 febbraio del 1861 fu eletto nel collegio uninominale di Noto per l'ottava legislatura, dove fece parte della Destra storica. Nel settembre del 1862 Raeli rinunciò al mandato parlamentare, perché nominato Procuratore Generale presso la Corte di appello di Trani, e poi segretario generale del Ministero dell'interno.

### Deputato e ministro

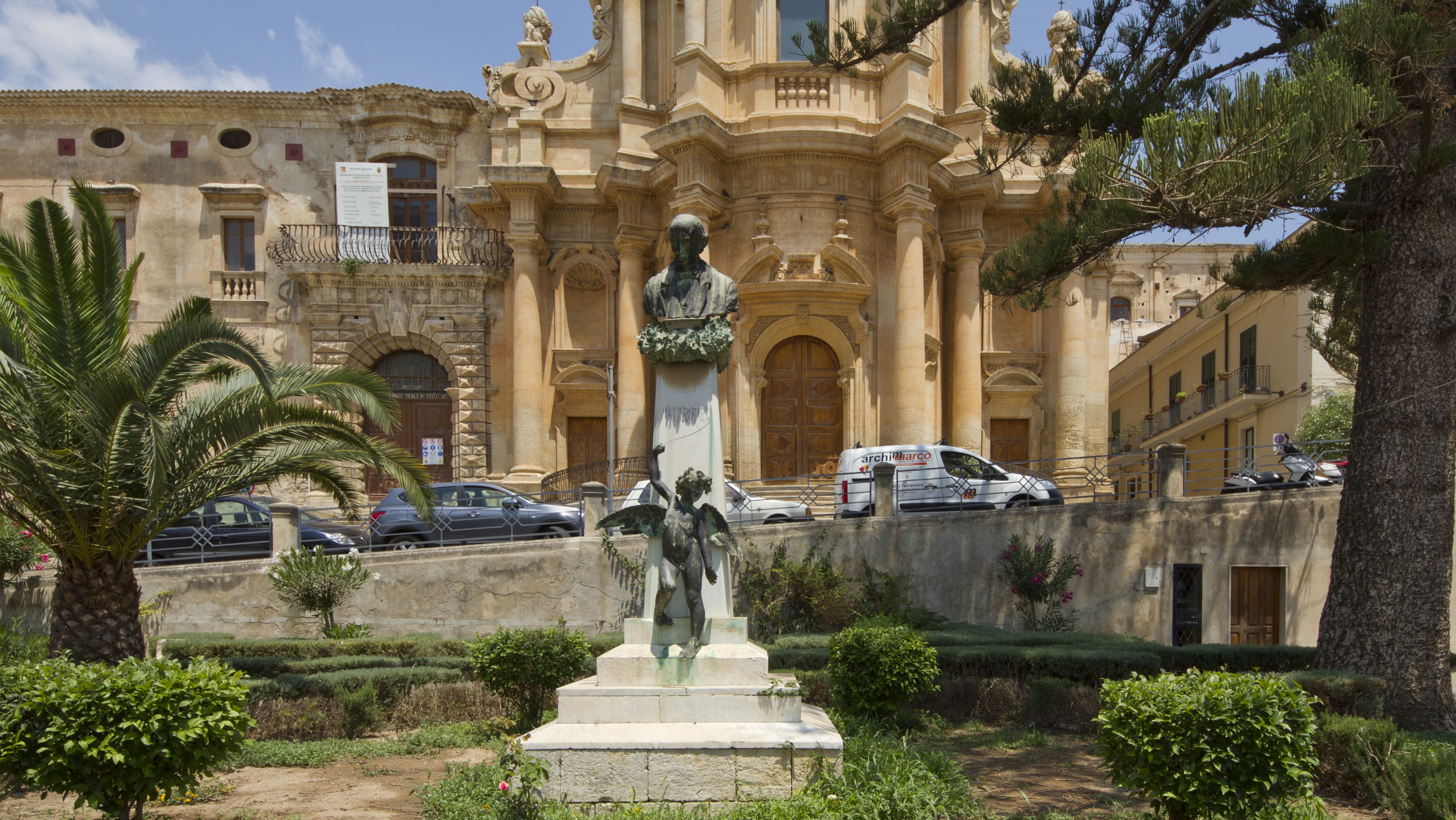
Busto di Matteo Raeli a Noto

Nella legislatura successiva fu eletto al Parlamento di Firenze, dove nel frattempo, fu trasferita la capitale (1865). Durante la IX legislatura presentò il disegno di legge per la soppressione delle corporazioni religiose ed una volta approvato nel 1866 vennero così abolite le comunità religiose e incamerati i beni ad esse appartenenti.

Nel marzo del 1867 iniziava la X legislatura alla quale Matteo Raeli era stato eletto per il collegio di Caltagirone, fu nominato Ministro di grazia e giustizia e Culti nel governo presieduto da Giovanni Lanza. Raeli fu strenuo sostenitore del trasferimento della capitale da Firenze a Roma e pare che abbia firmato l'ordine di occupazione della città.

Nel novembre del 1870 fu rieletto al Parlamento per l'XI legislatura nel Collegio di Mistretta e Noto optando per Noto. Durante tutta la legislatura portò avanti il disegno di legge per il trasferimento della capitale da Firenze a Roma.  Raeli fu l'estensore della Legge delle Guarentigie che poneva fine al potere temporale dei Papi ed alla quale il Papa Pio IX rispose con l'enciclica Ubi Nos. L'enciclica provocò una profonda divisione fra Stato e Chiesa, divisione sanata solo con gli accordi contenuti nei Patti Lateranensi stipulati nel 1929.

Matteo Raeli fu eletto anche nella XII legislatura ma le sue condizioni di salute negli ultimi tempi peggioravano costringendolo a dimettersi. Dopo lungo peregrinare alla ricerca di un adeguato luogo di cura si ritirò nella sua città natale dove morì nel 1875.
La città di Noto gli ha dedicato un monumento, opera dello scultore Francesco Saverio Sortino.